# Paul Stănescu
Paul Stănescu (ur. 25 sierpnia 1957 w Vișinie) – rumuński polityk, agronom i samorządowiec, senator, od 2017 do 2019 wicepremier i minister.

## Życiorys
Z wykształcenia inżynier agronom, absolwent Universitatea din Craiova (1982). W latach 1982–1987 był dyrektorem fabryki konserw w Caracal, następnie do 1991 dyrektorem przedsiębiorstwa rolnego w miejscowości Studina. W latach 1992–2008 kierował przedsiębiorstwem rolnym w swojej rodzinnej miejscowości.
Zaangażował się w działalność polityczną w ramach Partii Socjaldemokratycznej. Był wiceprzewodniczącym, a w 2010 został przewodniczącym PSD w okręgu Aluta. W latach 2008–2016 przewodniczył radzie tego okręgu. W wyborach w 2016 został wybrany do rumuńskiego Senatu; z powodzeniem ubiegał się o senacką reelekcję w 2020 i 2024.
W październiku 2017 zastąpił Sevil Shhaideh na stanowiskach wicepremiera oraz ministra rozwoju regionalnego, administracji publicznej i funduszy europejskich w rządzie Mihaia Tudosego. Pozostał na nich również w utworzonym w styczniu 2018 gabinecie Vioriki Dăncili. Zakończył urzędowanie w styczniu 2019.